# Bromelia alsodes
El chak salbay (Bromelia alsodes) es una planta herbácea sin un tallo evidente perteneciente a la familia Bromeliaceae.

## Clasificación y descripción
Hojas simples, alternas, pero densamente agrupadas en una roseta, de aproximadamente1 m de largo, las vainas blanco-tomentosas; las láminas de lineares a alargado-triangulares,  de 2.5 a 4 cm de ancho, el haz liso, el envés densamente adpreso-escmaoso, el margen espinoso, sésiles. Inflorescencias tipo panículas, emergiendo del centro de la roseta, de aproximadamente 20 -30 cm de largo, con pubescencia blanca y densa, de 20 a 30 cm de largo, con 5 a 15 flores ascendentes, brácteas florales de 0.8 a 2.5 cm de largo, flores subsésiles o pediceladas; sépalos de 1.3 a 2 cm de largo, densamente blanco-lanosos; pétalos de color azul o rosados. Frutos tipo bayas, de aproximadamente 2 cm de diámetro, subglobosos,  amarillos cuando maduran, con pocas semillas.

## Distribución
Es una especie que se distribuye de México hasta Nicaragua. En México se localiza en los estados de Sinaloa, Nayarit, Colima, Chiapas, Tamaulipas, Veracruz, Yucatán y Quintana Roo.

## Ambiente
Esta especie se encuentra en selva seca caducifolia y en elevaciones que varían de 50 a 1500 m s. n. m., donde la temperatura promedio varía entre 20 y 29 °C y la precipitación es de 300 a 1300 mm anuales. Se desarrolla en suelos someros y pobres en materia orgánica.

## Estado de conservación
Es una especie de uso multipropósito,  en México se tiene reporte de que se utilizada con fines alimenticios, medicinales, ornamentales, religiosos y como cerca viva, este aprovechamiento es de las especies que se encuentran de forma silvestre y no se encuentra domesticada.
En México no se encuentra en ninguna categoría de protección de la NOM059. Tampoco está en alguna categoría en la lista roja de la IUCN (International Union for Conservation of Nature). Ni en CITES (Convención sobre el Comercio Internacional de Especies Amenazadas de Fauna y Flora Silvestres).